# Gonostemon grandiflorus
Gonostemon grandiflorus là một loài thực vật có hoa trong họ La bố ma. Loài này được (N.E. Br.) Fisch. & C.A. Mey. ex C.A. Mey. mô tả khoa học đầu tiên năm 1993.

## Hình ảnh

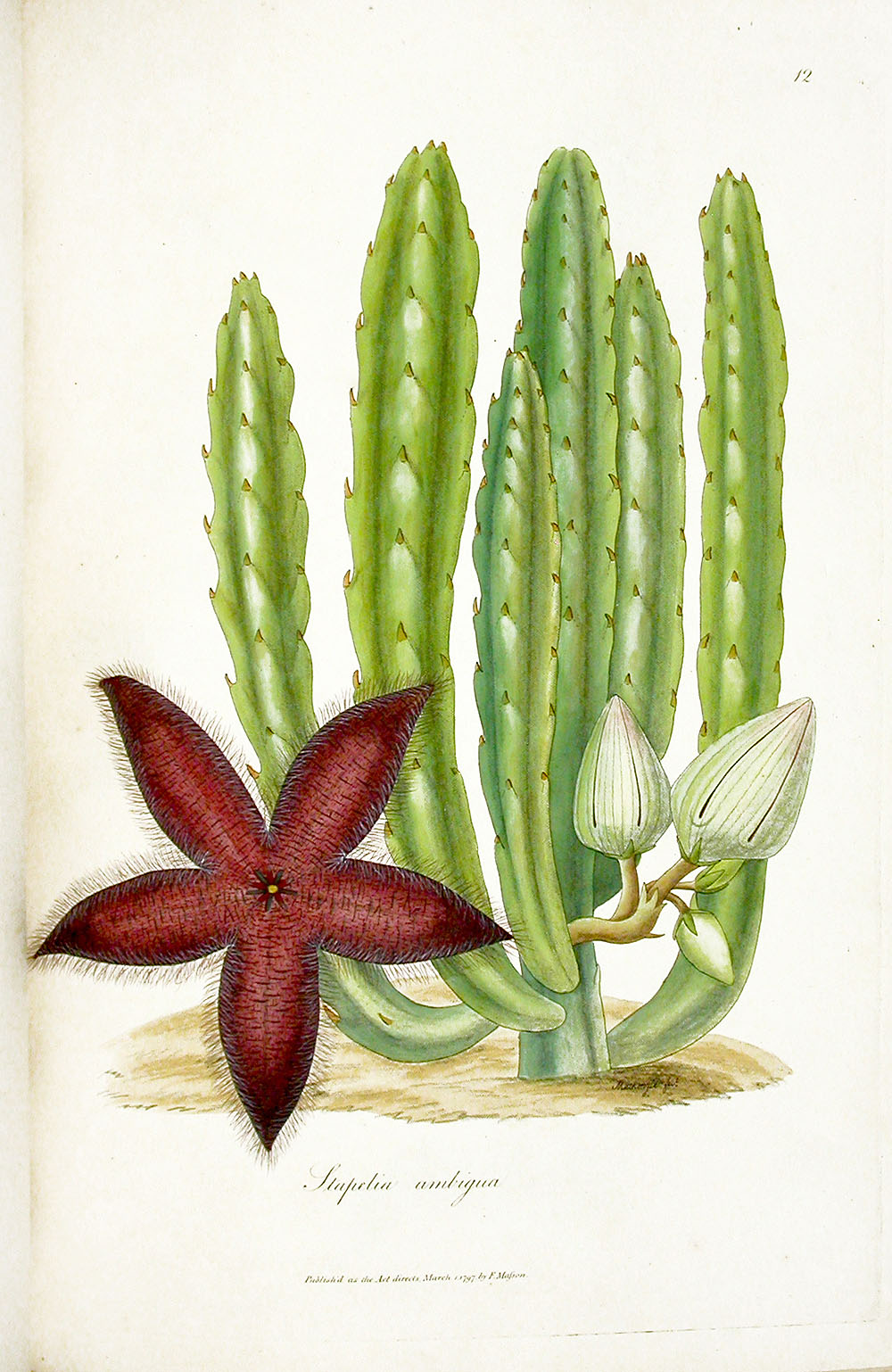
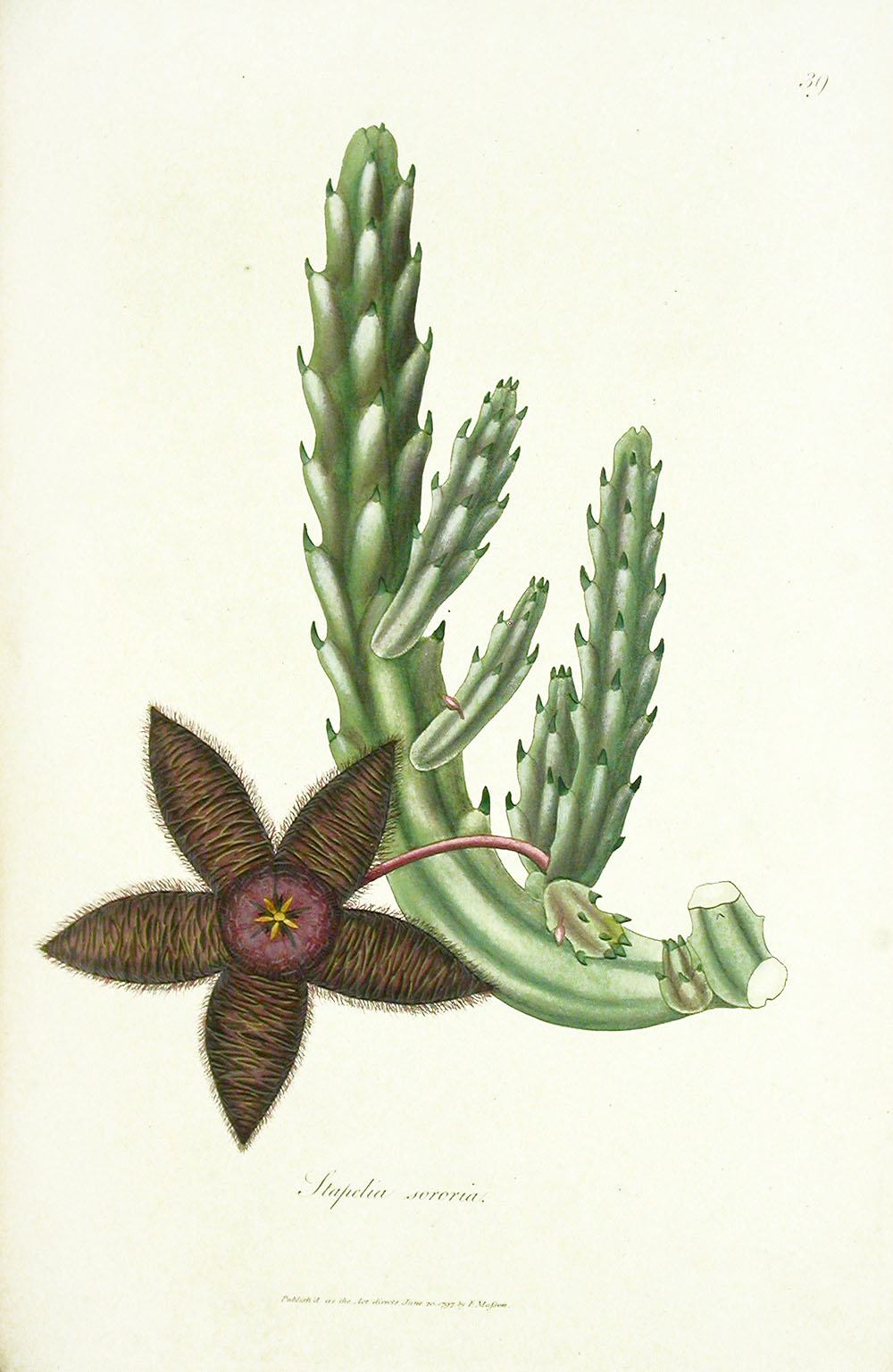